# Базилевич Олександр Олексійович
Олександр Олексійович Базилевич (нар. 15 березня 1951 в Києві — пом. 5 лютого 2013) — український художник-графік і живописець.
Освіта
архітектор
Працював
реставратором,
дизайнером,
графіком,
карикатуристом,
фотографом,
сценаристом.
1970-і — 1980-і: втілював образ «Олівця-малювця» у телепередачі «Олівець-малювець» на УТ-2.
1980-і: протягом дев'яти років готував і вів «Вечірню казку» на УТ-2.
1990-і: працював у галузі поліграфії. Є автором
дизайну газети «Киевские ведомости»,
логотипу газети «Бульвар».
З 1999 — працював у газеті «Голос Православия».

## Карикатурист
З 1980-х — член київського клубу карикатуристів «Архігум». Учасник українських і зарубіжних виставок карикатуристів.
Остання збірка карикатури Олександра вийшла з нагоди Євро-2012.